# 黒川村 (山形県)
黒川村（くろかわむら）は、山形県東田川郡にあった村。1954年（昭和29年）12月1日、山添村と合併して櫛引町となった。

## 沿革
- 1889年（明治22年）4月1日 - 町村制施行に伴い東田川郡黒川村が成立。
- 1921年（大正10年）7月20日 - 広瀨村との境界変更[1]。
- 1954年（昭和29年）12月1日 - 山添村と合併して櫛引村となる。

## 祭事
- 豆腐まつり